# Archeologická metoda

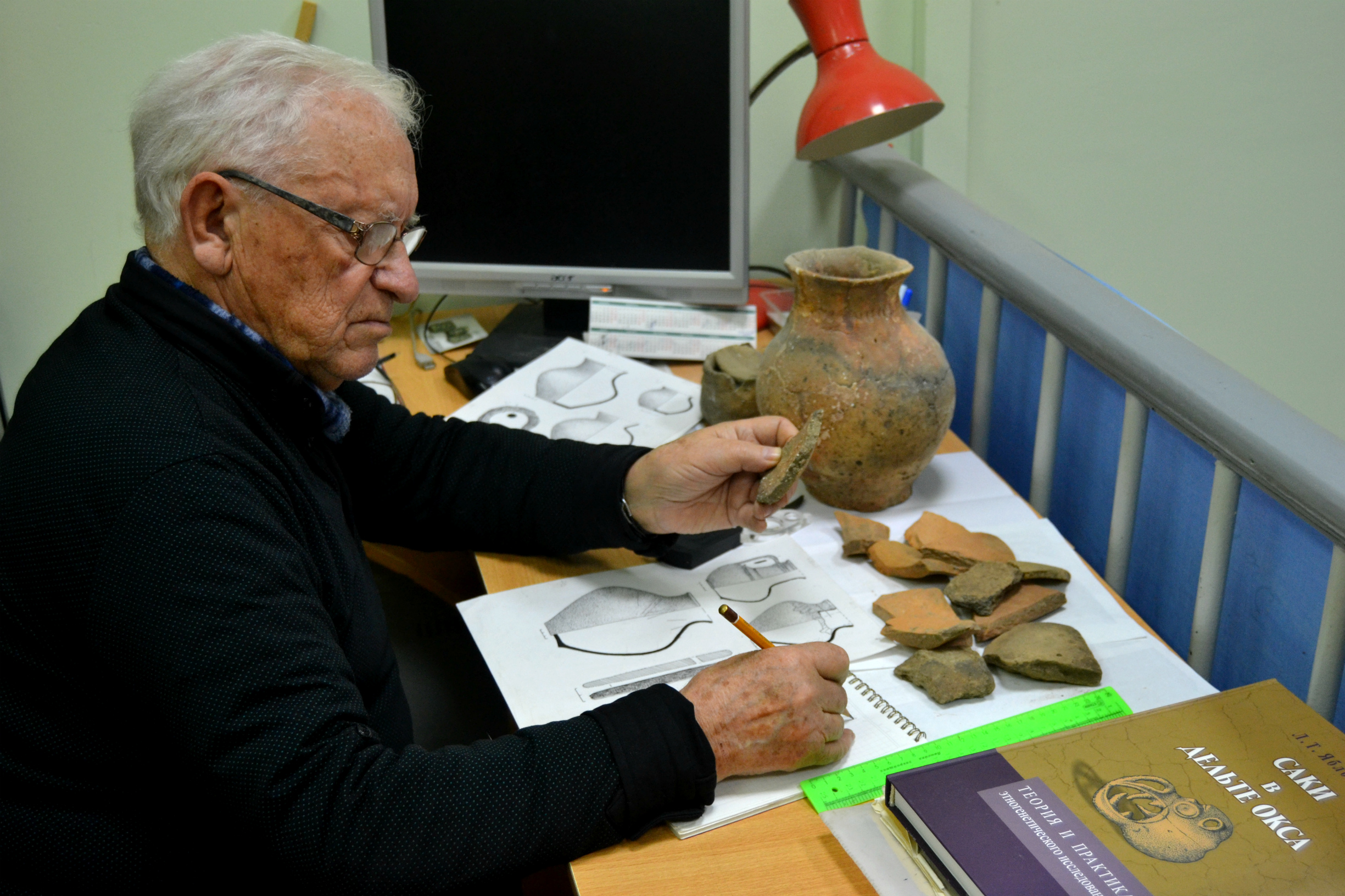
Analýza - popis nalezené keramiky

Archeologická metoda je postup, který používá při své práci archeolog. Pomocí archeologické metody se snaží poznat lidský svět v minulosti.
Data, se kterými archeolog pracuje – archeologické prameny – jsou silně pozměněna archeologickými transformacemi, které omezují jejich kvalitu i kvantitu. Proto je potřeba k poznání minulosti uplatnit různé, často velmi náročné postupy, aby byl vliv těchto transformací minimalizován. 

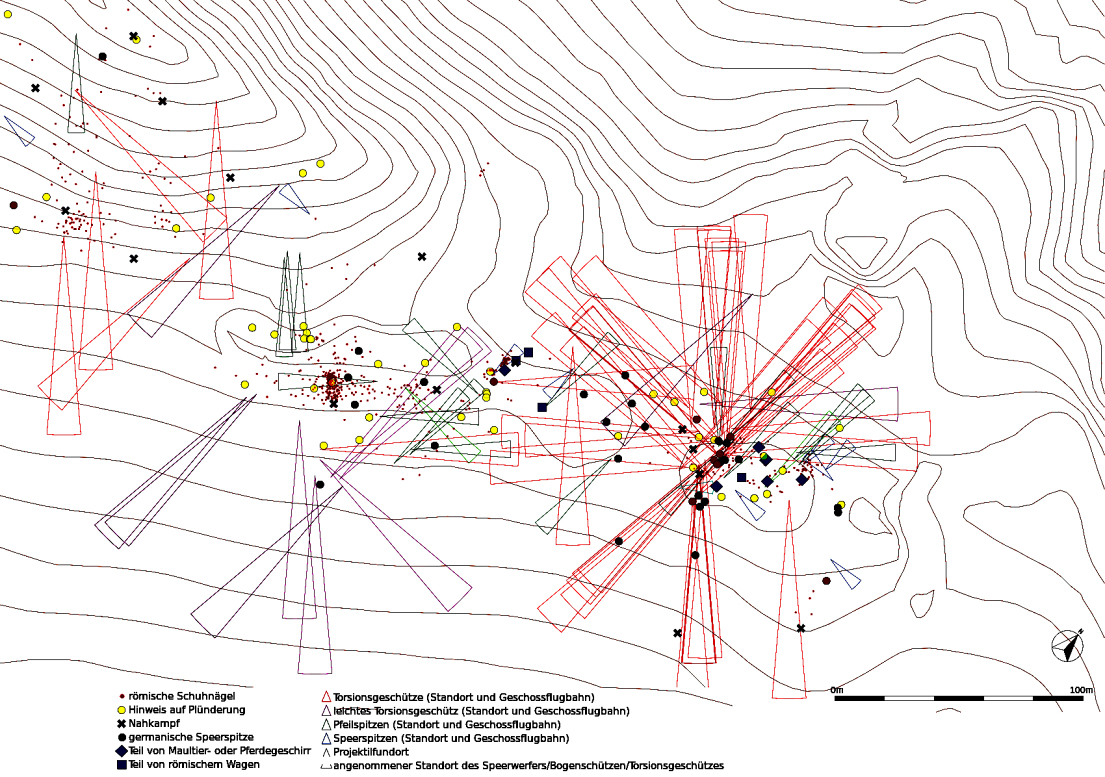
Výsledek syntézy - grafické znázornění různých druhů artefaktů na bojišti Harzhorn a předpokládaná trajektorie letu střelných a vrhacích zbraní.

Dříve byla archeologická metoda často intuitivní a probíhala pouze v myšlenkách archeologa. V současnosti se při ní uplatňuje velké množství standardizovaných metod a využívají se nejrůznější možnosti výpočetní techniky. 

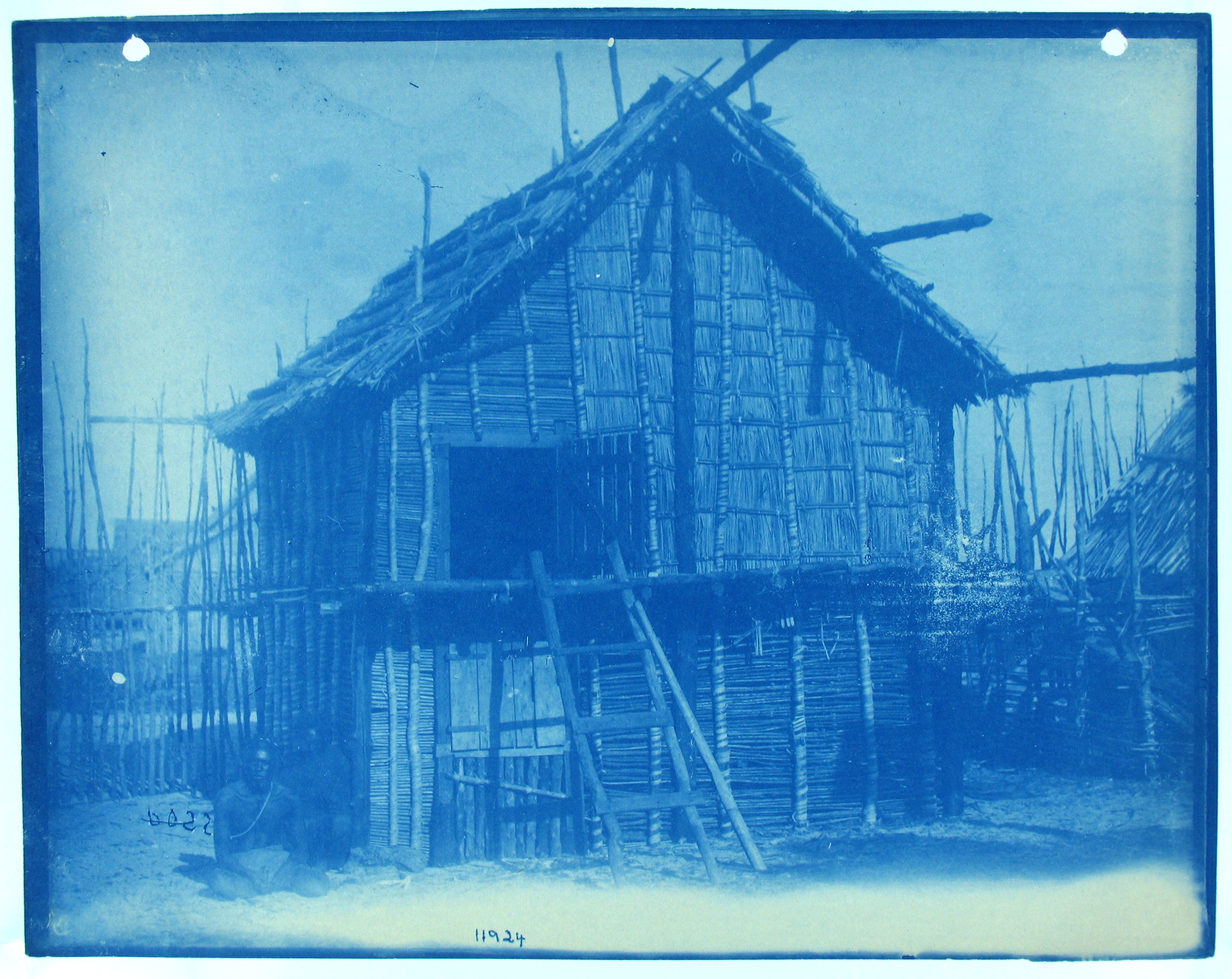
Interpretace - etnografická analogie

Archeologickou metodu lze rozdělit na několik kroků:
- Analýza dat znamená výběr a popis archeologických pramenů. První možností je terénní archeologický výzkum („vykopávky“), kdy jsou nalézány movité i nemovitý artefakt či ekofakty. Současně probíhá jejich popis, kresebná, fotografická nebo geodetická dokumentace jejich polohy, vzájemných vztahů a jiných skutečností. Druhou možností analýzy je studium již známých archeologických pramenů. Např. pro výzkum, zabývající se meči doby bronzové jsou analýze podrobeny všechny známé nálezy těchto mečů a podle cíle výzkumu jsou dále popisovány jejich vybrané vlastnosti (délka, materiál, místo nálezu, aj.). K tomu od 2. poloviny 20. století slouží nejrůznější počítačové programy, zejména tabulky a databáze včetně Geografického informačního systému.
- Při syntéze struktur jsou v popisu pramenů, vybraných analýzou hledány pravidelnosti a zákonitosti, které by odpovídaly zákonitostem v chování lidí v minulosti. Lze například sledovat, do jaké vzdálenosti od vodních toků se nachází neolitická sídliště nebo zda se meče nacházejí v mužských či ženských hrobech. Právě v syntéze struktur se v 2. polovině 20. století rozsáhle uplatnilo použití různých matematických metod a počítačových programů, schopných vyhledat zákonitosti často rychleji a přesněji než člověk.
- Interpretace usiluje o vysvětlení syntézou zjištěných pravidelností. Protože archeologické prameny jsou pozůstatkem zaniklého světa, musí si odborníci pomáhat modely z živé společnosti. Využít lze pozorování současné moderní společnosti, etnografické výzkumy i skutečnosti zachycené písemnými nebo obrazovými záznamy. Na základě etnografického pozorování bylo možné pochopit účel kamenných teslic nebo rekonstruovat přibližnou podobu dlouhého domu. Středověké obrazy pomohly rekonstruovat střih soudobého oděvu. Modely z živé lidské společnosti mohou přinášet cenné informace i o společenském nebo symbolickém významu artefaktů. Je však třeba mít na paměti, že shody a analogie mohou často vznikat zcela náhodně. Představa, vytvořená na základě interpretace by tak měla být dále ověřována a případně upravována prostřednictvím nového studia archeologických pramenů pomocí další analýzy, syntézy a interpretace. Svůj význam pro ověřování modelů má také experimentální archeologie.